# Ascorhynchus ramipes
Ascorhynchus ramipes is een zeespin uit de familie Ascorhynchidae. De soort behoort tot het geslacht Ascorhynchus. Ascorhynchus ramipes werd in 1879 voor het eerst wetenschappelijk beschreven door Böhm. 